# Jeongwang-dong
Jeongwang-dong (koreanska: 정왕동) är en stadsdel i staden Siheung i provinsen Gyeonggi i Sydkorea, 33 km sydväst om huvudstaden Seoul.

## Indelning
Administrativt är Jeongwang-dong indelat i:
| Namn     | Namn                  | Yta km² | Invånare 31 dec 2020 |
| -------- | --------------------- | ------- | -------------------- |
| 정왕본동 | Jeongwangbon-dong     | 9,97    | 31 601               |
| 정왕1동  | Jeongwang 1(il)-dong  | 6,55    | 32 433               |
| 정왕2동  | Jeongwang 2(i)-dong   | 8,29    | 34 403               |
| 정왕3동  | Jeongwang 3(sam)-dong | 6,18    | 24 924               |
| 정왕4동  | Jeongwang 4(sa)-dong  | 0,90    | 21 837               |